# Doullens
Doullens – miejscowość i gmina we Francji, w regionie Hauts-de-France, w departamencie Somma.
Według danych na rok 1990 gminę zamieszkiwało 6615 osób, a gęstość zaludnienia wynosiła 198 osób/km² (wśród 2293 gmin Pikardii Doullens plasuje się na 29. miejscu pod względem liczby ludności, natomiast pod względem powierzchni na miejscu 15.).